# 瘭疽
瘭疽（）とは、手足の指の化膿性炎症の総称である。ひょうそうとも呼ばれる。
指は赤く腫れ、激痛を伴う。原因菌は主にブドウ球菌で、初期には皮内の炎症であるが、皮下組織に及ぶと急速に広がり、骨や腱鞘に波及しやすい。
治療としては、初期には抗生剤の服用と局所の冷湿布が行われるが、化膿すれば切開による排膿が必要となる。